# Донуз-Тоо
Донуз-Тоо (кирг. Доңуз-Тоо) — село в Узгенском районе Ошской области Кыргызстана. Входит в состав Кызыл-Тооского аильного округа. Код СОАТЕ — 41706  255 847 20 0

## Население
По данным переписи 2023 года, в селе проживало 578 человек.